# Taça de Portugal de Futsal de 2016–17
A edição da Taça de Portugal de Futsal referente à época de 2016/2017 decorreu entre 16 de Outubro de 2016 - 1ª Eliminatória de Qualificação - e 14 de Maio de 2017, data em que se disputou a final a qual teve lugar no Pavilhão Multiusos de Gondomar.

## Taça de Portugal de Futsal 2016/2017

### Final
| Final                  | Final                                                                                  |
| ---------------------- | -------------------------------------------------------------------------------------- |
| SL Benfica – Burinhosa | 5 – 1 (Chaguinha 3’ 23’, Elisandro 4’, Gonçalo Alves 11’, Bruno Coelho 12’ e Russo 4’) |

### Meias-Finais
| Sporting CP - SL Benfica | 3 – 3 (2 – 3) g.p. |  | Burinhosa – Viseu 2001 | 5 – 5 (3 – 1) g.p. |

### Quartos-de-Final
| Quartos-de-Final            | Quartos-de-Final | Quartos-de-Final | Quartos-de-Final         | Quartos-de-Final |
| --------------------------- | ---------------- | ---------------- | ------------------------ | ---------------- |
| Portela - Viseu 2001        | 1 – 5            |                  | Modicus - Burinhosa      | 5 – 8            |
| Estoril Praia - Sporting CP | 0 – 13           |                  | SL Benfica - CS São João | 5 – 0            |

### Oitavos-de-Final
| Oitavos-de-Final                | Oitavos-de-Final | Oitavos-de-Final | Oitavos-de-Final                    | Oitavos-de-Final   |
| ------------------------------- | ---------------- | ---------------- | ----------------------------------- | ------------------ |
| SL Benfica - Unidos Pinheirense | 4 – 1            |                  | Estoril Praia - Moradores da Granja | 6 – 4 (a.p.)       |
| Modicus - SC Braga              | 4 – 1            |                  | Vila Verde - Viseu 2001             | 3 – 4 (a.p.)       |
| Burinhosa - AD Fundão           | 1 – 0            |                  | Portimonense - CS São João          | 3 – 6              |
| Sporting CP - Belenenses        | 7 – 0            |                  | Tires Futsal - Moradores Portela    | 1 – 1 (6 – 7) g.p. |

### 4ª Eliminatória
| 4ª Eliminatória               | 4ª Eliminatória | 4ª Eliminatória | 4ª Eliminatória                | 4ª Eliminatória |
| ----------------------------- | --------------- | --------------- | ------------------------------ | --------------- |
| AD Fundão - Quinta dos Lombos | 4 – 2           |                 | Boavista - SL Benfica          | 0 – 10          |
| Rio Ave - Unidos Pinheirense  | 6 – 7           |                 | Portela - Leões Porto Salvo    | 4 – 3 (a.p.)    |
| Valpaços Futsal - Burinhosa   | 1 – 3           |                 | Lamas Futsal - Belenenses      | 0 – 3           |
| Fabril Barreiro - Sporting CP | 2 – 8           |                 | Marítimo - Portimonense        | 4 – 5           |
| ABC Nelas - CS São João       | 2 – 4           |                 | Moradores da Granja - Farense  | 3 – 2           |
| Estoril Praia - Os Vinhais    | 6 – 4           |                 | Arsenal Parada - Modicus       | 3 – 7           |
| Tires Futsal - AMSAC          | 2 – 0           |                 | Viseu 2001 - Nogueiró e Tenões | 6 – 2 (a.p.)    |
| Ossela - Vila Verde           | 4 – 5 (a.p.)    |                 | Futsal Azeméis - SC Braga      | 1 – 3           |

### 3ª Eliminatória
| 3ª Eliminatória                          | 3ª Eliminatória    | 3ª Eliminatória | 3ª Eliminatória                      | 3ª Eliminatória    |
| ---------------------------------------- | ------------------ | --------------- | ------------------------------------ | ------------------ |
| 'Amigos Abeira Douro - Nogueiró e Tenões | 3 – 6              |                 | ACR Lordelo - Boavista               | 4 – 9              |
| AC Ginetes - Farense                     | 1 – 3              |                 | Portela - Casal Velho                | 3 – 2              |
| ADR Mata - Tires Futsal                  | 3 – 4 (a.p.)       |                 | UPVN - AMSAC                         | 2 – 5              |
| Marítimo - Lisboa FC (Campo Ourique)     | 2 – 1              |                 | Bairro Boa Esperança - Portimonense  | 1 – 3              |
| Freixieiro - Valpaços Futsal             | 5 – 5 (2 – 3) g.p. |                 | Estoril Praia - Piedense             | 5 – 5 (3 – 1) g.p. |
| Mendiga - Vila Verde                     | 4 – 7              |                 | Arsenal Parada - São Mateus          | 5 – 3              |
| Albufeira Futsal - Fabril Barreiro       | 3 – 7              |                 | Lamas Futsal - Clube Norte Crescente | 5 – 1              |
| Viseu 2001 - Desp. Aves                  | 7 – 3              |                 | Caxinas - Moradores da Granja        | 1 – 2              |
| GD Viso - ABC Nelas                      | 1 – 5              |                 | Saavedra Guedes - Ossela             | 0 – 3              |

### 2ª Eliminatória
| 2ª Eliminatória                       | 2ª Eliminatória    | 2ª Eliminatória | 2ª Eliminatória                              | 2ª Eliminatória    |
| ------------------------------------- | ------------------ | --------------- | -------------------------------------------- | ------------------ |
| Boavista - Póvoa Futsal               | 4 – 3              |                 | Portela - UD Sousel                          | 3 – 1              |
| Pedreles - Nogueiró e Tenões          | 1 – 5              |                 | CB Vila Pouca Aguiar - Clube Norte Crescente | 1 – 4              |
| SC Ferreirense - AC Ginetes           | 3 – 3 (0 – 2) g.p. |                 | Os Indefectíveis - Bairro Boa Esperança      | 3 – 6              |
| Atlético CP - AMSAC                   | 6 – 7 (a.p.)       |                 | Caxinas - Casal Cinza                        | 12 – 1             |
| MTBA - Tires Futsal                   | 5 – 6              |                 | Domus Nostra - ABC Nelas                     | 0 – 4              |
| Lobitos Futsal - Moradores da Granja  | 2 – 2 (0 – 2) g.p. |                 | 1º Maio Funchal - ADR Mata                   | 0 – 3              |
| Casal Velho - Fátima                  | 4 – 4 (3 – 2) g.p. |                 | Piedense - AR Amarense                       | 5 – 4 (a.p.)       |
| Prodeco CS Covões - Farense           | 2 – 6              |                 | Desp. Ordem - Amigos Abeira Douro            | 1 – 4              |
| U. Montemor - Marítimo                | 1 – 3              |                 | CA Mogadouro - Lamas Futsal                  | 2 – 3              |
| ACRD Rio de Moinhos - Viseu 2001      | 2 – 10             |                 | Arsenal Parada - Jaca                        | 3 – 3 (3 – 2) g.p. |
| Gualtar - Valpaços Futsal             | 2 – 4              |                 | ACR Lordelo - Matraquilhos FC                | 8 – 1              |
| Paredes - Ossela                      | 0 – 7              |                 | Ladoeiro - Fabril Barreiro                   | 2 – 11             |
| União de Chelo - São Mateus           | 2 – 4              |                 | Estoril Praia - Cruzado Canicense            | 6 – 2              |
| CAS Vicentense - Vila Verde           | 1 – 6              |                 | Freixieiro - Piratas de Creixomil            | 3 – 3 (3 – 2) g.p. |
| GD Viso - Fonte Moura                 | 5 – 4              |                 | Os Patos - Mendiga                           | 3 – 3 (1 – 2) g.p. |
| Macedense - Saavedra Guedes           | 3 – 4              |                 | Cariense - Desp. Aves                        | 4 – 4 (3 – 4) g.p. |
| Lisboa FC (Campo Ourique) - NS Pombal | 7 – 5              |                 | Olho Marinho - Portimonense                  | 5 – 6 (a.p.)       |
| Cova da Piedade - UPVN                | 2 – 3              |                 |                                              |                    |

### 1ª Eliminatória
| 1ª Eliminatória                 | 1ª Eliminatória | 1ª Eliminatória | 1ª Eliminatória                     | 1ª Eliminatória    |
| ------------------------------- | --------------- | --------------- | ----------------------------------- | ------------------ |
| 1º Maio Funchal - Sonâmbulos    | 6 – 2           |                 | ADR Vila Castanheira - AC Ginetes   | 2 – 2 (2 – 4) g.p. |
| ACR Lordelo - ADC Anha          | 4 – 2           |                 | GD Viso - Boavista S. Mateus        | 9 – 2              |
| Cova da Piedade - GD Fazendense | 10 – 0          |                 | ACRD Rio de Moinhos - Posto Santo   | 5 – 2 (a.p.)       |
| Arenense - Matraquilhos FC      | 1 – 7           |                 | Prodeco CS Covões - Casa da Ribeira | 7 – 5              |
| CAS Vicentense - Alcaria        | 4 – 2           |                 | SC Sabugal - Clube Norte Crescente  | 4 – 5 (a.p.)       |
| Estoril Praia - Atalhada FC     | 7 – 0           |                 | Sp. Moncorvo - Lobitos Futsal       | 4 – 7              |

### Pré-Eliminatória
| GD Concha Azul - Estoril Praia | 3 – 4 |